# Воскресенск
Воскресе́нск — город в юго-восточной части Московской области, административный центр городского округа Воскресенск. Численность населения — 95 071 чел. (2024).

## Физико-географическая характеристика

### Географическое положение
Воскресенск расположен на реке Москве, в 80 км к юго-востоку от Москвы. Город имеет сложную планировочную структуру, состоящую из семи обособленных жилых образований, разделённых промышленно-складскими зонами, транспортными трубопроводами и притоками Москвы-реки. Основная часть города расположена на левом берегу Москвы-реки в Мещёре, на правом берегу находится только спальный микрорайон Новлянский. Общая протяжённость города с северо-запада на юго-восток вдоль Москвы-реки и железнодорожной магистрали Москва — Рязань составляет 16 км; на территории города находятся 5 железнодорожных станций этой магистрали: «Платформа 88 км», «Воскресенск», «Шиферная», «Москворецкая» и «Цемгигант».

### Климат
Климат Воскресенска умеренно континентальный: умеренно холодные зимы (средняя температура января −9…−10 °C) и не жаркое, умеренно тёплое лето (средняя температура июля +18…+19 °C). Сезонность проявляется достаточно чётко. Зима длится около 150 дней в году, лето — около 90 дней. На весну и осень приходится по два месяца в каждом сезоне. Среднегодовой баланс влаги характеризуется как отрицательный.

### Часовой пояс
Воскресенск, как и вся Московская область, находится в часовой зоне, обозначаемой по международному стандарту как Moscow Time Zone (MSK). Смещение относительно UTC составляет +3:00. Время в Воскресенске (как и на всей территории Московской области восточнее долготы 37,5 градуса) соответствует географическому поясному времени.

### Экология
Воскресенск всегда считался экологически очень неблагополучным и загрязнённым городом из-за работы, в недалеком прошлом, большого количества заводов, таких как АО «Воскресенские минеральные удобрения» (ныне принадлежит «Уралхим»), комбинат «Красный Строитель» и «Воскресенскцемент».
На территории города ранее работало два цементных завода. С февраля 2016 года работа обоих цементных заводов была остановлена. Один из них демонтирован ранее, а другой законсервирован.
В 2023 году, вновь, состоялся запуск цементного завода, что сказывается на экологической обстановке в южной и средней частях города.

## История
О селениях в этих местах упоминается в духовной грамоте Ивана Калиты, составленной около 1339 года, перед походом в Золотую Орду. Село Воскресенское впервые упоминается в писцовых книгах 1577—1578 гг. Своё название село получило по церкви Воскресения Христова, расположенной в нём.
В XVIII веке село Воскресенское располагалось на речке Молчанке.
В 1862 году село дало название станции Московско-Рязанской железной дороги и образовавшемуся вокруг неё пристанционному посёлку.
В 1926 году село Воскресенское Воскресенского сельсовета Колыберовской волости входило в Коломенский уезд Московской губернии. В 96 крестьянских дворах проживали 251 мужчина и 265 женщин (516 человек). В Воскресенском посёлке сельсовета «посёлок Воскресенский» в 192 дворах проживали 321 мужчина и 336 женщин (657 человек).

### Районный центр
12 июля 1929 года образование Воскресенского района Московской области.
1 июля 1934 года ВЦИК постановила образовать рабочий посёлок Воскресенск Воскресенского района, при станции того же наименования Московско-Казанской железной дороги, включив в его состав следующие населённые пункты, при станции Воскресенск: Неверово (посёлок и селение), Кривякино (посёлок и селение), а также территорию строительства Химкомбината и кирпичного завода.
14 июля 1938 года посёлок вместе с деревнями Неверово и Кривякино преобразован в город Воскресенск. В апреле 1954 года в состав города вошёл крупный рабочий посёлок Колыберово, и Воскресенск получил статус города областного подчинения.
7 декабря 1954 года в состав Воскресенского района вошёл расформированный Виноградовский район.
5 мая 2004 года в состав Воскресенска был включён рабочий посёлок Лопатинский.
29 декабря 2004 года было создано городское поселение Воскресенск. В его состав вошли город Воскресенск, деревни Маришкино, Трофимово, Хлопки, Чемодурово упразднённого позднее Чемодуровского сельского округа.
В 2011 году Воскресенск, как собирательный образ российской провинции, был выбран в качестве площадки для съёмок российского телесериала «Моими глазами».

## Символика

### Герб
Герб утверждён решением Совета депутатов городского поселения Воскресенск от 24 октября 2008 № 140/25. 
Описание герба: «В лазоревом поле золотой феникс, выходящий в оконечности из такого же пламени». 

Авторская группа:

идея герба: Юрий Белимов (Воскресенск);

геральдическая доработка: Константин Мочёнов (Химки);

художник и компьютерный дизайн: Галина Русанова (Москва);

обоснование символики: Юрий Белимов (Воскресенск), Кирилл Переходенко (Конаково)
- Варианты эмблемы Воскресенска до 1987 года
- Герб Воскресенска с 1987 по 2004 год
- Герб Воскресенска с 2005 года. Ныне герб Воскресенского района
- Герб Воскресенска с 2008 года

## Население
| 1939    | 1959    | 1967    | 1970    | 1973    | 1976    | 1979    | 1982    | 1986    | 1987    |
| ------- | ------- | ------- | ------- | ------- | ------- | ------- | ------- | ------- | ------- |
| 17 231  | ↗44 759 | ↗59 000 | ↗66 866 | ↗70 000 | ↗74 000 | ↗76 449 | ↗78 000 | ↗80 000 | →80 000 |
| 1989    | 1992    | 1996    | 1998    | 2000    | 2001    | 2002    | 2003    | 2005    | 2006    |
| ↗80 393 | ↗81 700 | ↘81 200 | ↘80 700 | ↘79 900 | ↘79 500 | ↘77 871 | ↗77 900 | ↗91 200 | ↘90 900 |
| 2007    | 2008    | 2009    | 2010    | 2011    | 2012    | 2013    | 2014    | 2015    | 2016    |
| ↘90 600 | →90 600 | ↗91 136 | ↗91 464 | ↗91 500 | ↗92 241 | ↗92 856 | ↗93 521 | ↗93 824 | ↗94 121 |
| 2017    | 2018    | 2019    | 2020    | 2021    | 2023    | 2024    |         |         |         |
| ↘94 019 | ↘93 565 | ↘93 205 | ↘92 911 | ↗95 495 | ↘95 037 | ↗95 071 |         |         |         |

На 1 января 2025 года по численности населения город находился на 176-м месте из 1124 городов Российской Федерации.

## Промышленность

### Химическая промышленность
АО «Воскресенские минеральные удобрения» — градообразующее химическое предприятие. Завод входит в четвёрку крупнейших российских предприятий по выпуску фосфорсодержащих удобрений, кормовых добавок, фосфорной и серной кислот. В 2016 году был дан старт производству современной линейки водорастворимых удобрений. АО «Воскресенские минеральные удобрения» входит в состав производственных активов АО «Уралхим».
Строительство и развитие предприятия началось в период первых советских пятилеток и индустриализации страны. Днём рождения завода принято считать 22 января 1931 года, когда на Воскресенском химкомбинате были выпущены первые тонны продукции. Воскресенский химический завод, построенный для обеспечения сельского хозяйства страны минеральными удобрениями, положил начало городу Воскресенску, дал работу, определил призвание и судьбу тысячам специалистов, приехавших сюда из разных уголков СССР.
Вся производимая предприятием продукция отличается высоким качеством и соответствует российским и международным стандартам.

### Лёгкая промышленность
Лёгкую промышленность представляют ОАО «Фетр» и немецкая компания по производству обоев «Эрисманн», расположившаяся в микрорайоне Новлянский.
ОАО «Фетр» — крупнейший завод лёгкой промышленности на территории города.
История ОАО «Фетр» вобрала в себя основные вехи зарождения, становления и развития текстильного, а затем и фетрового производства Воскресенского края. Праотец нынешней фабрики Василий Никитович Кацепов начинал собственное дело в деревне Федотово Колыберевской волости. В начале 1870-х годов он возвёл там красильную мастерскую, а в 1880 году в соседней деревне Лопатино его сын Тимофей — двухэтажную кирпичную фабрику, здание которой служит и сегодня.
Социальные и политические события рубежа веков, как и по всей стране, породили рабочее революционное движение и на предприятиях Кацепова.
Декретом от 28 января 1918 года фабрика была национализирована. Вплоть до 1922 года фабрика не меняла своего профиля и, как и до революции, выполняла государственные военные заказы на поставку материала для солдатского обмундирования и белья.
1930 год явился переломным в судьбе фабрики. По решению Московского Совета народного хозяйства сложившийся ткацкий профиль необходимо было сменить на производство фетра — пуховых мужских и женских головных уборов из заячьего и кроличьего меха. С 1 октября 1930 года кацеповское предприятие получило новое название — Воскресенская фетровая фабрика имени 9 января. Свой 100-летний юбилей в 1980 году фабрика встретила с самыми высокими и почётными званиями, которые бытовали в ту пору.
В 1971 году открылся фабричный музей, экспозиции которого охватывают историю фабрики от кацеповских текстильщиков до воскресенских фетровщиков. На данный[какой?] момент фабрика входит промышленную группу «Горизонт — Фетр».
Близлежащий жилой микрорайон Воскресенска носит название «Фетровая фабрика».

## Сфера услуг, обслуживание и строительство

### Торговля и общественное питание
На 1 января 2009 года на территории городского поселения Воскресенск розничную торговлю продовольственными и непродовольственными товарами осуществляют 884 юридических и физических лица, в их ведении находится 357 стационарных торговых точек — магазинов, 111 торговых павильонов и киосков, 321 отдел и лоток внутри стационарных магазинов, 2 базы строительных материалов, 2 рыночных объекта, 3 оптовых базы по реализации алкогольной продукции, 15 торговых комплексов и центров и 35 мелкооптовых складов по продаже продовольственных и промышленных товаров, преобразованы в торговые комплексы 4 рынка — ОАО «Воскресенский смешанный торг», ООО «Возрождение», ООО «Цезарь», Воскресенское РАЙПО на ул. Коломенской. Торговая площадь всех объектов торговли составляет 57 тыс. м².
Развитие потребительского рынка предусматривает использование современных технологий в данной отрасли. В настоящее время осуществляют торговую деятельность 13 сетевых магазинов, предусматривающих систему самообслуживания покупателей и применение дисконтных карт, что удешевляет стоимость покупаемых товаров. Это магазины «Элекс», «Эльдорадо», «Дикси», «Карусель», «Пятёрочка», «Магнит», «Технопарк», «Атак», «М.Видео». За последние три года по методу самообслуживания начали работать 36 объектов торговли, открыты 4 магазина «Автозапчасти-продажа по каталогам», в 50 магазинах города установлены кассовые терминалы для безналичного расчёта, 10 предприятий торговли осуществляют потребительское кредитование товаров длительного пользования.
Кроме того, на территории городского поселения функционируют 87 точек общественного питания — 15 столовых промышленных предприятий на 1047 посадочных мест, 23 школьных столовых на 3546 посадочных мест, 6 ресторанов на 310 посадочных мест, 8 баров на 201 посадочное место, 23 кафе на 1010 посадочных мест, 12 закусочных на 197 мест.
На территории городского поселения 110 предприятий оказывают бытовые услуги. В структуре бытовых услуг наибольший удельный вес занимают парикмахерские услуги, ремонт и техническое обслуживание автотранспортных средств, ремонт и пошив швейных, меховых и кожаных изделий. Всего населению оказывается 32 вида услуг.

### Инженерная инфраструктура
Жилищно-коммунальное хозяйство — одна из важнейших отраслей, от её слаженной работы, влияющей на качество и количество предоставляемых жилищно-коммунальных услуг, зависит благоустройство и комфортность проживания человека, удовлетворение его насущных потребностей и, в конечном счёте, работоспособность и здоровье.
Жилищно-коммунальное хозяйство является основной системой жизнеобеспечения. Жилищно-коммунальные услуги в городском поселении оказывают управляющие компании — ЗАО УК «ДомСервис», ООО «УК „ВДСК-Сервис“», ООО «Инстрой XXI век», ООО «УК „Аквилон“», ООО «УК „Дионикс ЛТД“», ООО «Акволабеан».
Электроснабжение на территории городского поселения осуществляет ПАО «Мосэнергосбыт». Эксплуатацию электросетей и подстанций осуществляют АО «Московская областная энергосетевая компания» филиал «Коломенские электрические сети» и ПАО «Россети Московский регион» филиал «Восточные электрические сети».
Общая протяжённость воздушных и кабельных линий электропередачи высокого напряжения (от 6 кВ и выше) — 350,58 км, линий электропередачи низкого напряжения — 461,95 км, суммарная трансформаторная мощность, установленная на территории и пригодная к дальнейшей эксплуатации, составляет 143,76 тыс. кВт, средний износ оборудования составляет около 70 процентов.
Поставку природного газа на территории поселения осуществляет ООО «Газпром межрегионгаз Москва», транспортировку газа по сетям — ГУП МО «Мособлгаз» филиал «Коломнамежрайгаз».
Теплоснабжение осуществляется ООО «Газпром теплоэнерго МО». На территории поселения действуют 15 котельных, оказывающих услуги жилому сектору и объектам социальной сферы и обладающих суммарной мощностью по выработке тепловой энергии в объёме 362,25 Гкал/час. Износ технологического оборудования составляет около 70 процентов.
Общая протяжённость тепловых сетей составляет 237,7 км, водопроводной сети −351,6 км, канализационной сети 297,4 км. В 2008 г. выполнены работы по замене тепловых, водопроводных, канализационных инженерных сетей в объёме соответственно — 5,6 км; 4,2 км; 0,3 км.

### Жилищное строительство
В жилищном строительстве наблюдается опережающий рост многоэтажного жилья. Ежегодный прирост жилого фонда городского поселения за последние 3 года в среднем составил 31,4 тыс. м². Так, в 2008 на многоэтажное строительство пришлось 74,2 % от общего объёма жилищного строительства.
Программой предусмотрено перспективное развитие застроенной территории — квартала ул. Октябрьская — ул. Железнодорожная — ул. Пионерская и квартала по ул. Советская — ул. Железнодорожная (севернее путепровода 88км), сноса аварийных домов, непригодных для проживания, за счёт средств внебюджетных источников.

### Малое предпринимательство
Увеличение сектора малого бизнеса в составе экономики городского поселения Воскресенск — одна из перспектив в развитии. Малое предпринимательство заняло прочное место в структуре экономики городского поселения Воскресенск и является одним из основных элементов его устойчивого развития.
По данным статистического наблюдения за 2007 год на территории городского поселения Воскресенск осуществляют деятельность 647 предприятий и около 1900 индивидуальных предпринимателей. Численность занятых в малом бизнесе составила 7113 человек. Средняя заработная плата с начала года составила 9349,5 рублей.
Отгружено товаров собственного производства, выполнено работ и услуг по всем видам деятельности на сумму 5480,8 млн.рублей. Объём инвестиций в основной капитал — 177,9 млн.рублей.
Малые предприятия сконцентрированы в основном в торговле и общественном питании — 48,6 % от общего количества малых предприятий, в промышленности — 17,6 %, в строительстве — 12,7 %, транспорте и связи — 4,7 %.

## Транспорт
По территории городского поселения Воскресенск проходит участок автомобильной трассы регионального значения А108 протяжённостью 6 км, расположен северо-западнее г. Воскресенска. В 14 км к юго-западу от города пролегает трасса М5 Москва—Челябинск, а примерно в 25 км к северо-востоку — автодорога Р105 Москва—Касимов. Протяжённость автомобильных дорог общего пользования в границах городского поселения составляет 166 км. Строительство, ремонт и содержание автомобильных дорог осуществляют государственное предприятие «Воскресенский автодор» и ОАО «Воскресенское дорожное ремонтно-строительное управление».
Транспортные услуги предоставляет государственное транспортное предприятие ПБ «Воскресенское ПАТП» «МАП № 2 автоколонна 1417», ООО «Серпантин» и 2 индивидуальных предпринимателя (ИП «Селезнёв Н. А.», ИП «Тихвинская Л. П.»), осуществляющие пассажирские перевозки посредством маршрутных такси. В распоряжении Воскресенского ПАТП находится 77 пассажирских автобусов, в распоряжении предпринимателей — 153 маршрутных такси. Все участки с интенсивным движением оборудованы пешеходными переходами и объектами искусственных неровностей, 90 % остановочных пунктов оборудованы навесом. На территории городского поселения функционирует 1 автовокзал.
В городе располагаются узловые железнодорожные станции Рязанского направления МЖД Воскресенск, Шиферная и платформы 88 км, Москворецкая, Цемгигант. Также в черте города есть платформа БМО Лопатино.

## Социальная сфера
- ГБУСО МО «Воскресенский центр социального обслуживания граждан пожилого возраста и инвалидов»
- ПФР № 22 по Воскресенскому району
- Пункт выдачи полисов обязательного медицинского страхования единого образца (ул. Пионерская, д. 4)

## Городские СМИ

### Пресса
Газеты:
- Воскресенская районная газета «Наше Слово»
- газета «Информационный Воскресенск»
- общественно-экономическая газета «Эспрессо Воскресенск»
- газета «Искра-ТВ» (ООО «ИСКРА-ВЭКТ»)
- газета «Куйбышевец»
- газета «Воскресенские деловые вести»
- газета «Добрая газета Воскресенска»
- газета «Региональные вести»
- газета «Всё для Вас. Воскресенск»

Журналы:
- журнал «Воскресенск и Воскресенцы»
- журнал для детей «Словёнок»

### Телевидение
- ООО «ИСКРА-ВЭКТ»

### Интернет
- сайт новостей Воскресенск 24
- информационно-новостной сайт Воскресенска и Воскресенского района Voskresensk-gis.ru
- первый альтернативный информационный портал «Воскресенск. VosNews», сайт http://vosnews.ru/

### Радиовещание
- 99,9 МГц — Авторадио
- 100,7 МГц — Радио Дача
- 102,8 МГц — Радио России
- 106,8 МГц — Вести FM
- 107,2 МГц — Новое Радио

Возможен приём радиосигнала из Егорьевска, Коломны и других городов Московской области, а также Москвы.

## Объекты культуры и спорта
На 1 января 2009 года сеть социальных объектов культуры городского поселения включала:
- 2 театрально-зрелищных учреждения «Театр ростовых кукол „Софит“» и «Камерный хор „Хорал“»;
- 4 Дворца культуры мощностью 3146 мест (МУ ДК «Юбилейный», МУ ДК «Цементник», МУ ЦК и Д «Москворецкий», АНО «„Химик“ им. Н. И. Докторова»);
- ДК д. Чемодурово;
- Концертно-выставочный зал на 120 мест;
- Культурный центр «Усадьба Кривякино»;
- 11 библиотек с книжным фондом 361,1 тыс. книг;
- 1 музей боевой и трудовой славы (АНО «ДК „Химик“ им. Н. И. Докторова»);
- Кинотеатр «Сильвер Синема» с 3 кинозалами.

На территории городского поселения Воскресенск расположены Дворец спорта «Подмосковье» (домашняя арена хоккейного клуба «Химик») и 6 муниципальных учреждений физической культуры и спорта — физкультурно-спортивный центр «Воскресенск», спортивный комплекс «Цементник», спортивный комплекс «Горняк», шахматный клуб, спортивный клуб инвалидов «Лидер», подростковый спортивный центр «Эдельвейс» и дворец водного спорта «Дельфин».
Работу с молодёжью на территории городского поселения Воскресенск осуществляют 3 муниципальных учреждения: МУ «Воскресенский молодёжный центр», МУ «Городской молодёжный центр» и МУ Молодёжный центр «Олимпиец».

## Здравоохранение
На территории городского поселения расположены:
- Воскресенская районная больница № 1 (центр города — улица Победы)
- Воскресенская районная больница № 2 (микрорайон Цемгигант, ул. Гражданская)
- детская поликлиника (Новлянский ул. Западная)
- поликлиника (микрорайон Лопатинский)
- поликлиника (микрорайон Москворецкий ул. Московская)
- Воскресенская стоматологическая поликлиника (Новлянский ул. Западная, д 14)
- станция «Скорой помощи» (на территории 1 районной больницы)
- подстанция скорой помощи «Красный Строитель» (микрорайон Колыберево)

## Достопримечательности

### Усадьба Спасское
Построена на высоком берегу Москвы-реки во второй половине XVIII века. В 1851 году, когда владелицей усадьбы была А. О. Смирнова, здесь гостил Н. В. Гоголь. В 1871 имение было продано графу В. П. Орлову-Давыдову, который полностью переделал усадьбу, сохранив лишь её планировку и парк. В конце XIX — начале XX в. Спасским владела княжна А. П. Ливен. В 1908 в Спасском отдыхали В. И. Качалов и К. А. Коровин. В годы ВОВ особняк усадьбы был отведён под детский приют для сирот. Центральный корпус, исключая подвалы, сгорел в 1961 году. В настоящее время на территории бывшей усадьбы находится ДОЛ «Пламя».

### Усадьба Кривякино
В центральной части современного города расположена усадьба Кривякино (в прошлом — Красное Сельцо), где родился и провёл детские годы писатель И. И. Лажечников. В начале 1950-х годов здание и территория усадьбы подверглись значительной реконструкции. Пока ещё сохранился главный дом (1760—70-е годы) и старинный барский парк с тремя каскадными озёрами. В настоящее время во флигеле усадьбы расположен городской музей.

## Галерея
- Новлянский квартал
- Ледовый дворец «Подмосковье»
- Церковь Иоанна Златоуста
- Пешеходный мост через реку Москву
- Вид с воздуха
- Вечный огонь. Ул. Октябрьская
- Парк усадьбы Кривякино
- Памятник воинам-воскресенцам, погибшим в «горячих точках»
- Церковь Воскресения Христова